# 봉이 김선달 (1957년 영화)
"봉이 김선달"(鳳伊金先達)은 1957년에 개봉한 대한민국의 영화이다.

## 캐스팅
- 최남현
- 김승호
- 남성남
- 최봉
- 조항
- 김희갑
- 남춘역
- 이경희
- 박옥초
- 고선애
- 진상일
- 이예성
- 최성호
- 장훈
- 변기종